# Hòa Hiếu
Hòa Hiếu là một phường thuộc thị xã Thái Hòa, tỉnh Nghệ An, Việt Nam.
Phường Hòa Hiếu có diện tích 4,59 km², dân số năm 2007 là 10.742 người, mật độ dân số đạt 2.340 người/km².

## Lịch sử
Phường nguyên là thị trấn Thái Hòa, huyện lỵ huyện Nghĩa Đàn. Ngày 15 tháng 11 năm 2007, thị xã Thái Hòa được thành lập trên cơ sở tách một phần diện tích và dân số của huyện Nghĩa Đàn. Đồng thời, phường Hòa Hiếu cũng được thành lập trên cơ sở toàn bộ diện tích và dân số của thị trấn Thái Hòa.
Hiện nay, phường là nơi đặt trụ sở hành chính của thị xã Thái Hòa.